# Dimas Gragera
Dimas Gragera Velaz (nació en Santa Coloma de Gramanet, Barcelona- el 25 de marzo de 1984) es un político español, licenciado en ADE y en Investigación y Técnicas de Mercado por la Universidad Autónoma de Barcelona. Desde mayo de 2015 es Regidor-Portavoz de Ciudadanos en el Ayuntamiento de Santa Coloma de Gramanet. Desde el 21 de diciembre de 2017 hasta el 14 de febrero de 2021, ejerció de Diputado en el Parlament de Catalunya.  

## Actividad Política
En el 2013, se afilió a Ciudadanos Partido de la Ciudadanía ocupando diferentes cargos internos hasta convertirse en Coordinador local de la Agrupación de Santa Coloma. En el 2015, es elegido candidato a la Alcaldía, presentándose por primera vez a las elecciones que tuvieron lugar en mayo de 2015. En estas elecciones, Cs obtuvo representación por primera en su historia tras obtener 3 Regidores, convirtiéndose en Portavoz de la formación en el Ayuntamiento. 
En el 2016, es designado como Coordinador de Acción Institucional de Cs en la Provincia de Barcelona y desde febrero de 2017 forma parte del Consejo General de Cs. 
En las elecciones autonómicas celebradas el 21 de diciembre de 2017, Dimas Gragera, quien ocupa la posición número 23 en las listas al Parlament por la provincia de BCN, obtiene su acta de Diputado.
En mayo de 2019, vuelve a liderar la candidatura de Ciudadanos en Santa Coloma de Gramanet, consiguiendo un incremento de 23% del voto con respecto al 2015, logrando su formación un concejal más. 
En las elecciones municipales de 2023, Dimas Gragera vuelve a liderar la candidatura de CS a las elecciones municipales situándose como tercera fuerza municipal. Tras las negociaciones para la conformación del gobierno municipal, y tras alcanzar un acuerdo de gobernabilidad con el PSC,  los dos concejales de CS se incorporan al gobierno municipal de Santa Coloma de Gramanet. Tras la ratificación del acuerdo, Dimas Gragera asume las competencias de 5º Teniente de Alcaldesa-Concejal de Promoción Económica, Ocupación y Empleo.  